# 長裙竹蓀
長裙竹蓀（學名：Phallus indusiatus），俗稱竹荪，又名竹笙、竹参（ㄕㄣ）、面紗菌、網紗菌、網紗菇、竹姑娘等，是一種隱花菌類，菌裙和菌柄在中国為高級的素食材料。竹蓀原來有自己的一個屬竹蓀屬（Dictyophora），但現時皆當作長裙竹蓀的異名，屬於鬼筆科的鬼筆屬。竹蓀生長於熱帶地區的大都會，從亞洲南部（含南亞及東南亞）、非洲、南北美洲及澳大利亞均有生長，見於樹林或園庭被土壤比較肥沃的腐爛木質之上。這種菌類於1798年為法國植物學家艾蒂安·皮埃爾·旺特納最早描述。在中國，自然繁殖的竹蓀主要產在四川、雲南、貴州等地。

## 分類
竹蓀於1798年為法國自然學家艾蒂安·皮埃尔·旺特纳首先發現與描述，到1801年其發現得到克里斯蒂安·亨德里克·珀森的認可；另外亦有其他佚名的獨立發現者在1800年出版的書裡被提及：
This beautiful species, which is sufficiently characterised to distinguish it from every other individual of the class, is copiously produced in Dutch Guiana, about 300 paces from the sea, and nearly as far from the left bank of the river of Surinam. It was communicated to me by the elder Vaillant,who discovered it in 1755 on some raised ground which was never overflowed by the highest tides, and is formed of a very fine white sand, covered with a thin stratum of earth. The prodigious quantity of individuals of this species which grow at the same time, the very different periods of their expansion, the brilliancy and the varied shades of their colours, present a prospect truly picturesque.
其後的1809年，這類真菌被Nicaise Auguste Desvaux獨立放置在其屬內，是為竹蓀屬，學名Dictyophora。這個學名源自希臘語，就是「帶有網」的意思。長久以來長裙竹蓀均以Dictyophora indusiata作為其拉丁學名。1817年，克里斯琴·戈特弗里德·丹尼尔·尼斯·冯埃森贝克曾把竹蓀另外再歸入Hymenophallus。這兩個分類最終亦回歸到鬼筆屬，成為其同義詞。

## 食用
早在7世紀時的中國及尼日利亞就已有食用竹蓀的記載。竹蓀的食用部分在於其圓錐狀到吊鐘狀的菌體及菌柱。成熟的菌體，長約25 cm（10英寸），寬約1.5—4 cm（0.6—1.6英寸）。其菌蓋被啡綠色的黏液覆蓋，散發出一股臭味，用以吸引蒼蠅及其他昆蟲去吃掉它的孢子，以便於散播。由於這些黏液很難清洗，一般不會食用菌蓋的部分。優質的食用竹荪，其色澤淺黃、味香、肉厚、柔軟、菌朵完整。竹荪可以和瘦豬肉一起煮，成為肉湯，味道鮮美；亦可與豬肉片或雞柳一起炒。由於已成功培植，現時一些大型的亞洲食品超市均可買得到。而其豐富的蛋白質、碳水化合物與膳食纖維，高抗氧化及高菌能力，使之成為健康飲食的推介食品。
竹笙是生長在竹林中腐朽的竹子及土壤上的一種蕈類，而非竹子的一部份。一般多為乾貨成捆出售，本身無特殊味道，但會吸收湯汁，所以料理多用燴或熬煮的方式。選購時應選擇形狀完整、色澤金黃、氣味清香者為佳。
竹笙不僅珍稀味美味，營養也十分豐富，是一種難得的保健食品。據分析，乾竹蓀含粗蛋白19.4%、純蛋白13.4%、脂肪2.6%、碳水化合物60.4%、粗纖維8.4%、灰分9.3%。在碳水化合物中，水解還原糖38.9%，戊聚醣1.2%，甲基戊聚醣0.8%，菌糖4.2%，糖元醇6.2%。還含有多種維生素和鈣、磷、鉀、鎂、鐵等礦物質，富含19種氨基酸(其中賴氨酸含量為2%～3%、谷氨酸為1.76%～2.3% )，其中8種人體必須的氨基酸佔氨基酸總量的42%，而一般植物性和動物性食品中，必須氨基酸佔氨基酸總量的比例：大豆為33.5%，雞肉為39%，所以竹蓀堪與雞肉媲美。
在古代享有“竹雞”，以及在國外享有“植物雞”之稱譽。它與象鼻、駝峰、猴頭、燕窩、鹿筋(尾)、熊掌、猩唇並列為“八大山珍”。
- 紅燒竹笙魚翅

在香港，竹笙是港人常見的食材。在「譚仔三哥」等米線店，竹笙都是十分受歡迎的食材。作為火鍋配料也很常見。

## 藥用價值
竹蓀的藥用價值也很高，有類似人參的功效，故名“竹參”，自古入藥，最早見於唐初盂詵的《食療本萆》。其後的歷代醫書、藥典、本草等古籍中，多有記述。
《中國藥典》記載：
1. 竹蓀多醣，有防癌治癌之效。並且有防止腫瘤疾病之效果 （需要驗證來源）
2. 竹蓀屬生理鹼性食品，能調節人體血酸及脂肪酸，對血管硬化、高血壓、高血脂等中老年人常見病有顯著療效。
3. 竹蓀富含膠質纖維，能刮油，而減少腹壁脂肪的積累，起到減肥作用。同時，有通腸防便秘之功，對細菌性腸道炎、老年人結腸病有特殊功效。
4. 竹蓀具有補腎壯陽、益胃清腸、抗老防衰、消炎止痛、等多種功能。

竹蓀乃食、藥兼用的理想天然保健食品，風味之鮮美，冠於諸菌。